# Zucchius (Mondkrater)
Zucchius ist ein auffallender Einschlagkrater nahe dem südwestlichen Rand der Mondvorderseite. Er liegt südsüdwestlich des Kraters Segner und nordöstlich des wesentlich größeren Kraters Bailly. Im Südosten zeichnet sich der Kraters Bettinus ab.
Der Kraterrand von Zucchius ist symmetrisch und zeigt kaum Erosionsspuren. Aufgrund seiner Position erscheint er von der Erde aus durch optische Verzerrung stark langgezogen. Die Innenwände sind terrassiert und eine Gruppe niedriger Gipfel bildet einen Bogen um den Mittelpunkt des Kraterbodens. Der Krater wurde wahrscheinlich in der kopernikanischen Periode, d. h. innerhalb der letzten 1200 Millionen Jahre, gebildet.
| Buchstabe | Position           | Durchmesser | Link |
| --------- | ------------------ | ----------- | ---- |
| A         | 61,81° S, 56,29° W | 29 km       |      |
| B         | 61,88° S, 54,4° W  | 24 km       |      |
| C         | 60,83° S, 45,7° W  | 22 km       |      |
| D         | 61,35° S, 59,04° W | 21 km       |      |
| E         | 61,24° S, 60,74° W | 21 km       |      |
| F         | 60,11° S, 56,65° W | 8 km        |      |
| G         | 60,49° S, 57,37° W | 24 km       |      |
| H         | 60,93° S, 59,92° W | 15 km       |      |
| K         | 64,28° S, 58,36° W | 10 km       |      |